# Новостепановка (Амурская область)
Новостепа́новка — село в Свободненском районе Амурской области России. Входит в состав Климоуцевского сельсовета.

## География
Село Новостепановка стоит на берегу реки Малая Белая (приток реки Белая, бассейн Амура).
Село Новостепановка расположено в 69 км к северо-западу от районного центра города Свободный.
Дорога от Свободного к селу Новостепановка идёт через Сукромли, Семёновку и Климоуцы.
Расстояние до административного центра Климоуцевского сельсовета села Климоуцы — 24 км.

## Население
| 2002 | 2010 | 2012 | 2013 | 2014 | 2015 | 2016 |
| ---- | ---- | ---- | ---- | ---- | ---- | ---- |
| 287  | ↘233 | ↘230 | ↘222 | ↘220 | ↗233 | ↗236 |
| 2017 | 2018 |      |      |      |      |      |
| ↘227 | ↘219 |      |      |      |      |      |

## Улицы
- ул. Лесная,
- ул. Молодёжная,
- ул. Раздольная,
- ул. Российская,
- ул. Центральная.